# Hermann Balk
Hermann Balk anche noto come Hermann von Balk o Hermann Balke (XII secolo – Würzburg, 5 marzo 1239) fu un cavaliere portaspada e membro dell’Ordine teutonico e primo Gran Maestro (Landmeister) dell’Ordine di Livonia. Dal 1219 al 1227, è stato il Deutschmeister nella provincia tedesca dell’Alemannia.
Balk condusse le truppe crociate durante la battaglia contro le popolazioni baltiche e divenne Maestro di Prussia nel 1230. Dal 1237 al 1238, ha assunto il ruolo di Gran Maestro dell’Ordine livoniano.

## Biografia
Balk proveniva da una famiglia di origine sassone. Probabilmente è stato un uomo di chiesa a Hildesheim, cambiando il corso della sua vita nel 1189, unendosi all’Ordine teutonico presso Acri. Molto rispettato dal clero cattolico, non era particolarmente tollerante verso i pagani. Il suo modus operandi fu emulato dai suoi successori nel corso del XIII secolo: fu lui stesso l’autore del suo sigillo da Gran Maestro, il quale raffigurava la fuga in Egitto. Mentre tutti i sigilli degli altri maestri sono anonimi, solo quello di Balk includeva il suo nome.
Nel 1226, i cavalieri teutonici furono invitati a combattere gli antichi prussiani in assistenza del duca Corrado I di Masovia, le cui terre erano state saccheggiate dai pagani nei decenni precedenti varie volte. Balk condusse il primo sostanziale distacco dai cavalieri teutonici al castello Vogelsang, vicino Toruń. Balk avrebbe negoziato il trattato di Kruszwica con Corrado nel 1230: con esso, i Cavalieri Teutonici avrebbero controllato le terre di Chełmno e le future conquiste, invece di cederne il controllo al duca di Masovia o al vescovo Cristiano di Oliwa. Tale clausola era simile a quella concordata precedentemente concordata dall'imperatore Federico II nella Bolla d'oro di Rimini del 1226.
Concessigli i titoli di Landpfleger (per Sclavoniam et Prusiam preceptor) e Landmeister, Balk guidò i Cavalieri Teutonici durante le conquiste delle terre di Chełmno, Pomesania e Varmia settentrionale nel primo decennio della crociata prussiana, negli anni Trenta del XIII secolo. Poiché l'obiettivo principale dell'Ordine Teutonico era difendere Outremer, Balk, il "Francisco Pizarro delle terre baltiche", aveva a disposizione risorse limitate. Per questo adottò una strategia di attacchi lampo, imboscate nelle foreste del posto e mimetizzò la cavalleria con mantelli bianchi nelle campagne invernali. Il comandante e il suo esercito attraversarono la Vistola nel 1231 per impiccare un capo prussiano a una quercia ritenuta sacra dai locali. Balk permise alle tribù che accettarono di convertirsi al cristianesimo di diventare truppe ausiliarie dei Cavalieri Teutonici e di poter risiedere nelle terre in cui vivevano, mentre le tribù rimaste pagane furono trucidate o espulse. Baliste e balestre furono le principali armi da guerra utilizzate dai crociati per catturare i forti prussiani. Fu così che si iniziò a costituire lo Stato monastico dei Cavalieri Teutonici.
Sotto la guida di Balk, furono costruiti castelli a Marienwerder (Kwidzyn), Culm (Chełmno), Elbing (Elbląg) e Thorn (Toruń). Il maestro incoraggiò l'insediamento di coloni tedeschi nei pressi dei castelli teutonici di Ordensburg; i privilegi comunali concessi a Culm e Toruń il 28 dicembre 1233 da Balk e dal Gran Maestro Hermann von Salza gettarono le basi per lo Statuto di Culm, che fu successivamente applicata ad altre città in via di sviluppo in Prussia.
I Fratelli della Spada, ordine militare tedesco attivo in Livonia, furono pesantemente sconfitti dai samogizi nella battaglia di Šiauliai del 1236, dove perse la vita anche il Gran Maestro Volkwin. I cavalieri sopravvissuti al massacro furono assimilati nell'Ordine Teutonico l'anno successivo e a Balk fu affidato l'incarico di riorganizzare i nuovi fratelli: tale congiungimento sembrò rappresentare il definitivo tramonto del neonato Ordine di Livonia (ex cavalieri portaspada), ma invece questo fu sempre in grado di riuscire a gestirsi con una certa autonomia.
Hermann Balk reclutò sessanta cavalieri tra i vari conventi della Germania settentrionale dell'Ordine Teutonico: i cavalieri portaspada parlavano il basso-tedesco. Dopo aver navigato alla volta di Riga, distribuì le sue truppe per rafforzare gli insediamenti nelle aree rurali della Lettonia. A Stensby nel 1238, Balk cedette l'Estonia danese, che era stata conquistata dai cavalieri portaspada, al re Valdemaro II di Danimarca. I membri livoniani che mal tollerarono le decisioni assunte da Balk, che si recò in Italia per chiedere aiuto al Gran Maestro Hermann von Salza e a Papa Gregorio IX. Balk ricevette poca assistenza, poiché Gregorio IX stava gestendo la delicata situazione che si era venuta a creare con l'imperatore Federico II: Hermann von Salza morì poi a Salerno. Dietrich von Grüningen fu nominato Maestro di Livonia più tardi nel 1238, mentre Balk morì a Würzburg in Franconia (odierna Baviera) l'anno successivo.

## Lascito

Bandiera dello Stato monastico dei Cavalieri Teutonici

Dal 1237 al 1561 la residenza del Gran maestro di Livonia fu fissata presso il castello di Cēsis, la cui costruzione fu avviata da Wenno nel 1209.
Il ricordo del ruolo di primo piano di Hermann von Balk nella conquista e cristianizzazione delle terre di Chełmno e come fondatore dello Stato monastico dei Cavalieri Teutonici rimase molto fulgido nella Prussia occidentale fino all'annessione di questa zona alla Seconda Repubblica di Polonia nel 1919.
Ciò è evidenziato da numerosi monumenti e particolari fontane progettate nelle città della Prussia occidentale, che sono dedicate al primo Landmaster.